# Borge

Brasão de Borge

Borge é um município do condado de Østfold na Noruega.